# Candleland
Candleland — перший студійний альбом, вокаліста, британського пост-панк-гурту, Echo & the Bunnymen, Іена Маккаллоха, альбом вийшов, 17 вересня 1989, року, на лейблах, Warner Music Group, Sire Records. Альбом досягнув 18-го місця, в британських чартах, і також досягнув номера 179-того у Billboard 200.

## Список композицій
- The Flickering Wall — 3:35
- The White Hotel — 3:15
- Proud to Fall — 3:57
- The Cape — 4:09
- Candleland — 3:18
- Horse's Head — 4:47
- Faith and Healing — 4:36
- I Know You Well — 4:06
- In Bloom — 5:02
- Strart Again — 5:00

## Учасники запису
- Іан Маккаллох — вокал, гітара
- Рей Шульман — бас-гітара, клавішні, продюсер, програмування
- Борис Вільямс — ударні
- Майк Джобсон — бас-гітара
- Елізабер Фрейзер — додатковий вокал
- Дейв Баскомб — ремікси
- Біллі Макгі — аранжування
- Олле Ромо — програмування
- Генрі Прістман — додаткові струни